# Bustuchin
Bustuchin est une commune d’Olténie en Roumanie, dans le județ de Gorj.